# Danny Kortchmar
Danny Kortchmar, född 6 april 1946 i New York, är en amerikansk gitarrist som befann sig på karriärens topp under 1970- och 80-talet. 
Under 1970-talet arbetade han bland annat med David Crosby, Carole King, Graham Nash, Carly Simon och James Taylor. Jackson Browne och Don Henley har spelat in flera låtar skrivna av Kortchmar. 
Han blev känd i mitten av 1960-talet när han spelade i band som The Kingbees och Flying Machine. 1967 gick han med i The Fugs och var med på deras album Tenderness Junction som kom ut 1968. Därefter följde han med basisten Charles Larkey till Kalifornien, där de tillsammans med Carole King bildade en trio som hette The City. Gruppen gav 1969 ut albumet Now That Everything's Been Said, men det blev ingen succé. Bandet splittrades, men Kotchmar fortsatte att uppträda med King under hennes mer framgångsrika solokarriär. 1970 återförenades han med Taylor på hans genombrottsalbum Sweet Baby James. Kortchmars samarbete med Taylor och King gjorde honom till en av 1970-talets toppgitarrister.
1970 och 1971 återförenades han med Larkey i bandet Jo Mama. Han har även spelat in soloalbumen Kootch (1973) och Innuendo (1980), men hans största framgångar har kommit tack vare samarbetet med artister som Linda Ronstadt, Warren Zevon, Harry Nilsson och Jackson Browne. Under 1970-talet gjorde han tre album tillsammans med Leland Sklar, Russ Kunkel och Craig Doerge i bandet The Section. Han har också producerat inspelningar av Don Henley, Neil Young, Jon Bon Jovi, Stevie Nicks, Billy Joel, Hanson, Tracy Chapman med flera.